# Springpfuhl-Passage
Die Springpfuhl-Passage ist eine Ladenpassage im Berliner Ortsteil Marzahn des Bezirks Marzahn-Hellersdorf.

## Geschichte
Die Berliner Architekten Klaus-Peter Dreß und Karl Wucherpfennig bauten im ersten Wohngebiet von Marzahn im Auftrag der Degewo Marzahner Wohnungsgesellschaft mbH (früher: WBG Marzahn) zwischen Mai 1995 und Oktober 1996 am Doppelhochhaus Helene-Weigel-Platz 13/14 die Springpfuhl-Passage als Ladenpassage. Die glasüberdachte Passage ist insgesamt 4130 m² groß und dort sind Gewerbe- und Dienstleistungsunternehmen untergebracht. Am 17. Oktober 1996 wurde die 16 Millionen Mark teure Ladenpassage mit 14 Geschäften eröffnet.